# Ford Shelby GR-1
La Ford Shelby GR-1 est un prototype construit par Ford en 2004. Il est une réinterprétation moderne du design de la Shelby Cobra Daytona Coupé de 1964. Il est estimé à plus de 2,2 millions de dollars US.